# Erkenbrechtsweiler
Erkenbrechtsweiler – miejscowość i gmina w Niemczech, w kraju związkowym Badenia-Wirtembergia, w rejencji Stuttgart, w regionie Stuttgart, w powiecie Esslingen, wchodzi w skład związku gmin Lenningen. Leży w Jurze Szwabskiej, ok. 25 km na południowy wschód od Esslingen am Neckar.